# 芙蓉山
芙蓉山（ふようざん）は、千島列島の松輪島にある、標高1,496mの成層火山である。別名は松輪富士、ロシア名はサリチェフ山（влк.Сарычева、英語表記：Sarychev）。
千島列島の成層火山では最も美しいとされる。

## 概要
島のほぼ中央にあり、岩質は玄武岩～安山岩で、同列島の中でも活動的な火山である。
1760年頃、1878年 - 1879年、1923年、1930年、1946年、1960年、1976年、1981年、1987年、1989年、2009年に噴火したとされる。
1946年の11月に起こった噴火は規模が大きく、降下した火山弾やスコリアが山頂火口から東山麓一帯を覆い、植生が完全に破壊され、北西海岸まで火砕流が流下した。
2009年の6月～7月にかけて大規模な噴火があった。中でも2009年6月13日には推定高度16km(54，000ft)にまで吹き上げた。衛星で追跡できた範囲で、火山灰の拡散範囲は、沿海州北部からサハリン（樺太）、クリル（千島）列島に至る範囲に拡散し、一時太平洋路線と北極回り欧州路線を中心に航空機の大幅な遅延や欠航が相次いだ。島には広範囲に渡って火砕流が流れ、上空には二酸化硫黄が拡がった。噴火直後の様子は、国際宇宙ステーション (ISS) の乗組員によって宇宙から撮影された。
| - 2009年6月14日の噴火、ISSから撮影 - 芙蓉山 - 山頂の様子 |